# Тимьян меловой
Тимьян меловой, или Тимьян известняковый, или Чабрец извёстколюбивый, или Чабрец известняковый, или Чабрец меловой (лат. Thymus calcareus) — многолетнее травянистое растение; вид рода Тимьян (Thymus) семейства Яснотковые (Lamiaceae).

## Ботаническое описание
Полукустарничек, образующий густые дерновинки. Горизонтальные стволики короткие, сильно ветвистые; вертикальные цветоносные побеги 4-12 см высоты. Листья линейно-или продолговато-ланцетные, 5-12 (15) мм длины, 0,5-1,5 (2) мм ширины; заострённые к обоим концам, сидячие или с очень коротким черешком, с максимальной шириной около середины; жёсткие и не бывают серповидно изогнутыми. Реснички на краях листьев не поднимаются до середины их длины; в пазухах стеблевых листьев пазушные листья обычно недоразвиты, мелкие или отсутствуют. Соцветие головчатое; чашечка 3-3,5 (4) мм длины, зелёная, трубчато-колокольчатая; зубцы верхней губы чашечки голые, реснички на зубцах нижней губы многочисленные (12-14 и более пар), тесно сближенные, одинаковой длины, короче или равны ширине основания зубца; с 10 жилками, волосистая в зеве, нижняя губа её 2-раздельная, с ланцетно-линейными долями, покрытыми с боков 2 рядами ресничек, верхняя — широкая, обычно 3-зубчатая или 3-раздельная, отогнутая вверх; венчик с прямой трубкой, неясно двугубый, верхняя губа выемчатая, нижняя — 3-лопастная; тычинки в числе 4, выставляющиеся из венчика; орешки яйцевидные, почти гладкие.

## Распространение и местообитание
Ареал — Приазовье, Крым, европейская часть России.

## Охранный статус

### В России
В России вид входит в Красные книги Белгородской, Курской, Липецкой и Ростовской областей, растёт на территории двух особо охраняемых природных территорий России: Белогорье и Галичья Гора.

### На Украине
Входит в Красную книгу Украины.
Решением Луганского областного совета № 32/21 от 03.12.2009 г. вид входит в «Список регионально редких растений Луганской области».